# 卡斯卡區
卡斯卡區（西班牙語：Distrito de Casca），是秘魯的一個區，位於該國北部安卡什大區的馬里斯卡爾盧蘇里加省，始建於1944年10月17日，面積77.38平方公里，海拔高度3,132米，2005年人口4,278，人口密度為每平方公里55人。